# 15 cm schwere Feldhaubitze 18
A 15 cm schwere Feldhaubitze 18 (rövidítve 15 cm s. F.H. 18, vagy elterjedtebben 15 cm s FH 18, magyarul 15 cm-es nehéz tábori tarack) a második világháború nagy számban gyártott (5403 darab), alapvető német nehéztüzérségi lövege. Beceneve Immergrün, azaz „örökzöld”. Fejlesztése az első világháborúban rendszeresített 15 s FH 13 alapján történt, ezért a második világháború idején konstrukciójában már elavultnak bizonyult. Ezt a löveget használták fel a Hummel önjáró tarack építéséhez is.
A 15 cm űrméretű német lövegek három fő típusa közül az egyik, a 15 cm s IG 33, és a 15 K-ágyúcsalád (15 cm K 16, 15 cm K 18 és 15 cm K 39) mellett.

## Fejlesztés
Az első világháború után a Krupp és a Rheinmetall kapott megbízást a 15 cm-es előd-tarack (s FH 13) továbbfejlesztésére. A verseny nem dőlt el, mindkét cég fejlesztéseit ötvözték végül. A löveget lóvontatásúra tervezték, ezért rugózatlan tengellyel és tömörgumi abronccsal szerelték fel. A löveg ezért a későbbiekben alkalmatlan volt nagy sebességű vontatásra, és a második világháború folyamán a gyorsan mozgó harckocsikkal nem tudott lépést tartani.
A löveget 1935. május 23-án rendszeresítették, 1939-re 1353 darab állt rendelkezésre. 1944-ben volt a legtöbb bevethető példány, 2295 darab.
A löveg a 13 km-t alig meghaladó lőtávolságával elmaradt a szovjetek 122 mm-es A–19 tarackjának 20 km-es lőtávolságával szemben. Ez vezetett a löveg további fejlesztéséhez és a 15 s FH 18M változat kialakításához. Ezzel béléscső, csőszájfék és egyéb módosítások révén 15 km-re növelték a lőtávot. Új típusú, rakéta-póthajtású lövedéke (15 cm R. Gr. 19 FES) már 18 km fölötti lőtávú volt.

## Változatai
- 15 sFH 18 – Alapváltozat.
- 15 sFH 18M – Csőszájfékes, béléscsöves változat.
- 15 sFH 18/40 – hosszabb sFH 40-es lövegcső a 18-as alvázon.
- 15 sFH 18/43
- 15 sFH 36 – Csökkentett tömegű, dúralumíniumból épített verzió.
- 15 sFH 40 – Lőtávnövelés érdekében hosszított cső, gépvontatásra alkalmassá tett új alvázzal.

## További használata

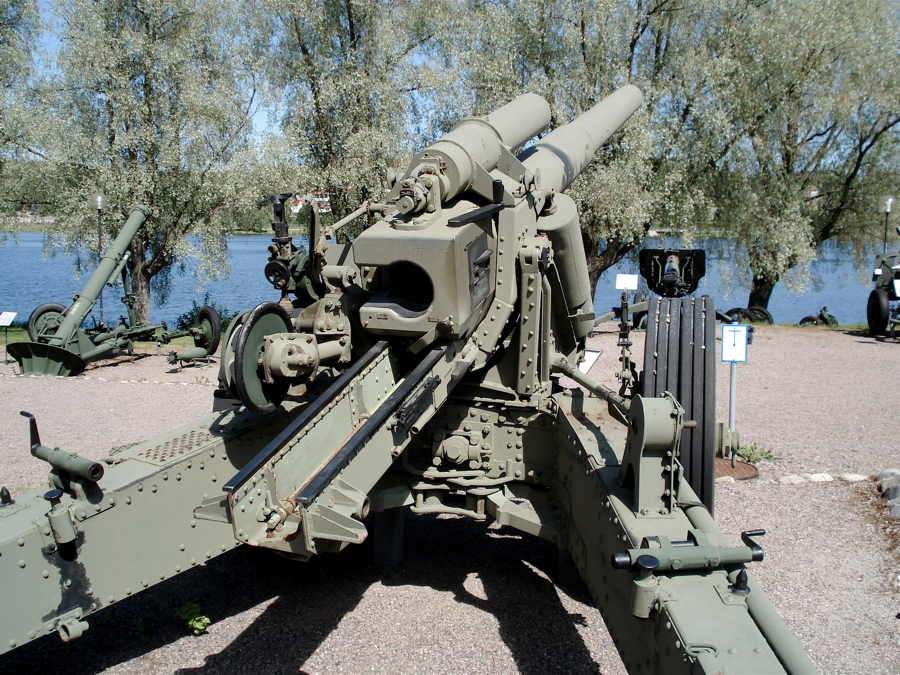
Egy Finnországban kiállított példány

A második világháború után a megmaradt példányokat több ország rendszeresítette, de nem gyártották tovább. Elsősorban Csehszlovákia és Portugália hasznosította. Finnországban 1988-ban felújították és modernizálták a még meglévőket.

## Fordítás
- Ez a szócikk részben vagy egészben  a(z)   15 cm sFH 18 című angol Wikipédia-szócikk fordításán alapul.  Az eredeti cikk szerkesztőit annak laptörténete sorolja fel. Ez a jelzés csupán a megfogalmazás eredetét és a szerzői jogokat jelzi, nem szolgál a cikkben szereplő információk forrásmegjelöléseként.